# Telefon
Telefon (starogrško τῆλε, latinizirano: tēle, dob. 'daleč' in starogrško φωνή, latinizirano: phōnē, dob. 'glas') je telekomunikacijska naprava za sprejem in oddajo zvoka (običajno govora) na veliko razdaljo. Večina telefonije uporablja zapletena telefonska omrežja, ki povežejo dva uporabnika, priključena v isto omrežje.
Še v 90. letih 20. stoletja je bila telefonija sinonim za fiksno telefonijo, vezano na razvejana žična omrežja. Danes se zelo hitro širi mobilna telefonija, ki omogoča uporabo telefona praktično kjerkoli na Zemlji. Pri tem se uporabljajo in prepletajo povezave v obliki bakrenih paric, svetlovodov (optičnih vlaken), brezžična radiotelefonija (ta lahko vključuje tudi satelitsko telefonijo) ter internetna telefonija (VOIP), ki uporablja širokopasovne internetne povezave. Sodobni mobilni ali IP-telefoni z zasloni nudijo tudi druge storitve (npr. poganjanje programske opreme), kar na novo vzpostavlja razmerje med računalnikom in telefonom ter vlogo telefona v vsakdanjem življenju in poslovnih okoljih.
Izumiteljstvo telefona ni povsem jasno, bistveno pa so k izumu prispevali Antonio Meucci, Philip Reis in Alexander Graham Bell, slednji je pogosto naveden kot edini izumitelj. Prve naprave uporabne za prenos signala so bile razvite že leta 1849, vendar je šele 2. junija 1875 Bellu, kot prvemu, uspel prenos glasu. Bell je 14. februarja 1876 vložil (prvi) patent za telefonijo, le dve uri zatem pa še Elisha Gray, ki je tudi deloval na tem področju. Izum so kasneje dopolnile različne izboljšave, med njimi ogleni mikrofon, krožni izbirnik, tonsko izbiranje, pulzno-kodna modulacija.
Osnovni deli telefona so mikrofon (oddajnik), v katerega se govori, in slušalka (sprejemnik), ki reproducira glas oddaljene osebe. Poleg tega večina telefonov vsebuje napravo (zvonec ali zvočnik ipd.), ki proizvaja zvočno opozorilo o dohodnem klicu, in številčnico, ki se uporablja za vnos telefonske številke pri vzpostavitvi klica do oddaljenega uporabnika. Do približno 70-tih let je večina telefonov uporabljala krožni izbirnik, ki ga je kasneje izpodrinila modernejša tipkovnica, ki jo je prvi predstavil AT&T leta 1963. Sprejemnik in oddajnik sta običajno vgrajena v pogovorko, ki se jo med pogovorom drži poleg ušesa in ust. Številčnica se lahko nahaja na pogovorki ali na bazni enoti, s katero je pogovorka povezana. Oddajnik pretvarja akustično energijo v električno, ki se preko telefonskega omrežja prenese prenese do sprejemnega telefona (ali do zvočnika). Sprejemni telefon pretvori signale v zvočno valovanje zraka, kar slišimo kot govor.

## Osnovni princip delovanja
Prvotna telefonska vezja, kot so jih sprva uporabljali Bellovi in Grayevi telefoni, za svoje delovanje niso potrebovala zunanje električne energije, delovala so torej brez baterij. Tak telefon je zaradi majhnega izkoriščanja električne energije deloval samo na kratke razdalje. Način delovanja je bil sledeč:
- Sporočevalec (A) govori v membrano. Membrana niha v ritmu vzvalovanega zraka, ki ga povzroči govor.
- V stalnem magnetu se z ritmom govora spreminja magnetni pretok, v žicah, ki so navite okoli magneta, se pojavi električna napetost.
- Električna napetost požene električni tok na drugo stran proti naslovniku (B).
- V B-jevem sprejemniku električna energija ustvarja novo magnetno polje, ki niha v ritmu A-jevega govora.
- Nihajoče magnetno polje zaniha membrano v sprejemniku, kar povzroči, da B sliši govor sporočevalca A.

Tradicionalni sistem fiksne telefonije, znan tudi kot »osnovna telefonska storitev« (POTS - plain old telephone service) v splošnem prenaša kontrolne in zvočne signale na isti sukani parici (C) izolirane žice – telefonske linije.  
Telefonski aparat (glej sliko 1) je sestavljen iz govorne garniture, dela za oddajo poziva, dela za sprejem poziva in priključnega mesta. Aparati so izvedeni različno. Govorno garnituro sestavlja mikrofon (oddajnik, A2) in slušalka (sprejemnik, A1). Del za sprejem poziva je lahko običajni zvonec (A7), pozivnik, lučka ali kakšna druga naprava, katere namen je opozarjanje uporabnika na dohodne klice. Del za oddajo poziva je lahko tipkovnica ali krožni izbirnik (A4) katerega namen je vnos telefonske številke odhodnega klica.
Sukana parica z ovitjem žice ene okrog druge zmanjšuje neželene električne učinke (motnje, presluh, šum). Telefon omogoča močno oddajo lastnega govornega signala iz mikrofona in sprejem tujega govora. Omogočati mora dobro razumljivost govora in preprečiti sprejem lastne oddaje, tj. poslušanje lastnega govora. Kvaliteta telefonske zveze je odvisna od razumljivosti govora, ta pa je odvisna od slabljenja zveze, od širine prenašanega frekvenčnega pasu, od popačenja in od šumov.

## Podrobnejši opis delovanja
Fiksni telefon je sestavljen iz viličnega stikala (A4) in naprave za opozarjanje, običajno je to zvonec (A7). Naprava za opozarjanje je stalno priključena na telefonsko linijo, tudi ko je telefon v stanju »položene pogovorke« (tj. stikalo (A4) je odprto). Ostale komponente so vključene le v stanju »dvignjene pogovorke« − te komponente so oddajnik (mikrofon, A2), slušalka (zvočnik, A1) in druga vezja za izbiranje, filtriranje (A3) ter ojačevanje. 
Klici na naročnike izven lokalne centrale se prenašajo preko prenosniških linij, ki vzpostavljajo povezave med centralami. V modernem telefonskem omrežju se za vzpostavljanje klicev med naročniki uporabljata optični kabel in digitalna tehnologija. Satelitska tehnologija se uporablja za komunikacijo na zelo dolge razdalje.

### Izbiranje številk, številčnica
Če hoče klicatelj (pozivajoči) govoriti z drugo osebo, dvigne pogovorko z vilic in s tem premakne vzvod, ki sklene vilično stikalo (A4). Po žilah (C) iz telefonske centrale v oddajnik (mikrofon), sprejemnik (slušalka) in povezane avdio komponente steče napajalni tok. Telefonska centrala razpozna ta tok, priklopi na linijo sprejemnik za razpoznavo cifer in pošlje ton izbiranja oz. prosti znak in s tem lako začne klicati številko drugega naročnika. Na novejšem telefonu s tipkovnico klicatelj potem pritiska oštevilčene tipke, s katerimi pošlje telefonsko številko pozvanega. Tipke nadzorujejo generator DTMF tona (ni prikazano), ki ga sprejme telefonska centrala – temu pravimo tonsko ali DTMF izbiranje. Ko pritisnemo eno od tipk, pošlje tranzistorski generator vsakokrat po dve zvočni frekvenci od osmih možnih preko linije v centralo.
Krožni izbirnik prekinja tokokrog in s tem ustvarja impulze - temu pravimo dekadno oz. impulzno izbiranje. V ozadju številčnice krožnega izbirnika so skriti zobniško gonilo in kontakti. Ko zavrtimo želeno številko, se napne prožno pero, ko izbirnik izpustimo, ga prožno pero vrne v izhodiščni položaj. Med povratnim tekom številčnice kontakt odpre in sklene tolikokrat, da to ustreza posamezni številki od 1 do 0 (npr.: če se zavrti št. 2, se oddata 2 impulza). Nizi impulzov, ki nastanejo v aparatu, krmilijo izbiralne naprave v centrali, da vzpostavijo zvezo s klicanim naročnikom.
Če je pozvani prost, centrala pošlje prekinljiv signal zvonjenja (izmenični tok), ki opozori pozvanega o dohodnem klicu. Če je pozvani zaseden, centrala pozivajočemu vrne signal zasedeno. Če je pozvani zaseden, ima pa vklopljeno funkcijo čakajoči klic (call waiting), centrala pošlje pozvanemu prekinljivi ton, ki opozarja na čakajoči dohodni klic.

### Telefonski zvonec
Telefonski zvonec (A7) je povezan na linijo preko kondenzatorja (A6), ki filtrira tok in napetost v električnem tokokrogu – preprečuje enosmerni tok, prepušča pa izmeničnega. Tako telefon ne porablja energije, kadar je pogovorka položena (DC napetost je stalno prisotna na liniji), toda naročniško vezje v centrali (D2) lahko pošlje AC napetost po liniji do telefona, tako da le-ta lahko zazvoni. Če telefoni niso povezani preko centrale, imajo telefoni običajno ročico, s katero se z vrtenjem ustvari izmenična napetost, ki po sklenjenem tokokrogu požene izmenični tok: zvonec v aparatu pozvanega zazvoni – takemu tipu telefona pravimo induktorski telefonski aparat. Ko je fiksni telefon neaktiven oz. ima položeno pogovorko, naročniško vezje v telefonski centrali zaznava odsotnost enosmerne napetosti in na ta način »ve«, da ima telefon položeno pogovorko (prepušča se le AC napetost) s priključeno napravo za opozarjanje. Ko kličoči sproži klic na tak telefon, centrala pošlje signal zvonjenja. Ko pozvani dvigne pogovorko, se aktivira vilično stikalo (ni prikazano), ki istočasno razklopi napravo za opozarjanje in priklopi na linijo avdio vezje. To priključi na linijo enosmerni tok, kar je znak, da je klicani telefon sedaj aktiven. Centrala potem izklopi signal zvonjenja, oba telefona sta sedaj aktivna in povezana skozi centralo. Obe strani se lahko pogovarjata, dokler imata obe strani dvignjeno pogovorko. Ko ena stran »položi« pogovorko na vilice, se enosmerna napetost na tej liniji ukine – to za centralo pomeni prekinitev klica.     

### Govor in poslušanje
V večini fiksnih telefonov se sprejemnik in oddajnik (slušalka in mikrofon) nahajata v pogovorki, čeprav sta lahko v telefonu z zvočnikom ti dve komponenti vgrajeni v ohišju. , Mikrofon (A2), napajan preko linije, proizvaja električno nihanje (govorni izmenični tok), ki nastane, ko membrana v mikrofonu zaradi prožnosti zaniha – oglena zrnca se bolj ali manj stisnejo, spoj je boljši ali slabši, zato je tudi električni tok šibkejši ali močnejši − tok se spreminja po moči, menja svojo vrednost ustrezno govoru govorečega. Takšen tok se prenaša po telefonski liniji do lokalne centrale, nato do drugega telefona (preko lokalne centrale ali preko omrežja), kjer se prenese preko tuljave na sprejemnik (A3). Nihajoči tok v tuljavi proizvede odgovarjajoče premikanje membrane sprejemnika, kar poustvari originalne zvočne valove iz oddajnika.  
Poleg mikrofona in zvočnika je v telefon vgrajeno dodatno vezje za preprečevanje preprečuje medsebojno motenje vhodnega signala na mikrofonu in odhodnega signala pogovorke. To se doseže s pomočjo »govornega« transformatorja (A3). V transformatorju se dohodni zvočni signali (govor) prenašajo preko upora (A8) in navitja tuljave (A3) do slušalke (A1). Ker ima smer toka A8–A3 nižjo impedanco kot mikrofon (A2), se tako rekoč vsi dohodni signali prenesejo skozi in zaobidejo mikrofon. 
Istočasno DC napetost povzroči DC tok, ki je porazdeljen med uporom-tuljava (A8–A3) in mikrofonom-tuljava (A2–A3). DC tok skozi upor-tuljava nima vpliva na dohodni zvočni signal. Toda DC tok, ki teče skozi mikrofon, se pretvori v AC tok (glede na govor), ki nato teče le skozi zgornji del navitja tuljave (A3) – ta ima manj navojev kot nižje navitje. To povzroči, da se manjši del izhoda na mikrofonu vrne na slušalko, medtem ko ostali del AC toka teče skozi telefonsko linijo.

### Dodatne naprave
Da je telefoniranje čim udobnejše, so v napravo lahko vgrajene dodatne naprave, kot so ojačevalniki za naglušne; aparat z zvočnikom omogoča, da lahko naročnik prosto uporablja roke in da lahko pogovor posluša več ljudi; odgovarjalna naprava z zvočnim trakom kličočemu odda prej povedano sporočilo in shrani na traku morebitno sporočilo; ter druge naprave.

### Brezžični telefon
Brezvrvični ali brezžični telefoni imajo bazno postajo, povezano s telefonskim omrežjem, ki komunicira s samostojno pogovorko z radijskimi valovi. Številčnica je v tem primeru običajno vgrajena v pogovorko, tako pogovorka kot bazna postaja pa za delovanje in vzdrževanje povezave potrebujeta samostojno napajanje. Doseg povezave je majhen, običajno v velikostnem razredu stanovanja ali hiše z bazno postajo. Po dejstvu, da se bazna postaja nahaja pri naročniku, ločujemo brezvrvične od pravih mobilnih telefonov, vendar novejši standardi to razliko počasi zabrisujejo. 
V Evropi in nekaterih drugih delih sveta je najbolj razširjen standard DECT (Digital Enhanced Cordless Telecommunications), ki deluje v frekvenčnem območju okrog 1900 MHz. Komunikacija med pogovorko in bazno postajo je digitalna, v ta namen vsebujeta vezje za kodiranje ter dekodiranje zvoka.

## Zgodovina
Zasluge za izum električnega telefona so nejasne in od časa do časa se v zvezi s tem pojavijo novi spori. Kot pri drugih vplivnih izumih, kot so radio, televizija, žarnica in računalnik, je bilo večje število izumiteljev, ki so eksperimentalno delali na prenosu govora preko žice in izboljševali ideje drugih. Innocenzo Manzetti, Antonio Meucci, Johann Philipp Reis, Elisha Gray, Alexander Graham Bell, Thomas Edison in še drugi so bili vsi zasluženi za pionirsko delo na telefonu. Tako rekoč hkrati (v razmaku nekaj ur) sta američana Graham bell in Elisha Gray pri istem patentnem uradu 14. februarja 1876 prijavila vsak svojo napravo. Nesporno dejstvo je, da je bil Alexander Graham Bell prvi, ki mu je ameriški patentnegi urad (USPTO) podelil pravico patenta za električni telefon - marca 1876. Bellov telefon je na oddajni in sprejemni strani uporabljal elektromagnetni princip. Na oddajni strani se je zaradi govora tresla membrana s ploščico in povzročala izmenične tokove v električnem navitju ter tako vzbujala membrano na sprejemni strani. Prvi Bellov patent je bil master patent za telefon, iz katerega so izhajali drugi patenti za električne telefonske naprave in funkcije.
Zgodnja zgodovina telefona je postala in še vedno ostaja zmešnjava trditev in protitrditev, ki jih ni razčistilo veliko število tožb, s katerimi so posamezniki in gospodarski konkurenti upali na razrešitev patentnih pravic. Kakorkoli, Bellovi in Edisonovi patenti so bili forenzični zmagovalci.
Zgodovinsko dejstvo je tudi, da je že leta 1872 Antonio Meucci vložil patent za telefon, ki pa patenta ni obnovil, kljub temu pa je Vrhovno sodišče ZDA njegov patent leta 1886 priznalo – vseeno pa za izum telefona štejemo Bellovo izvedbo.
Madžarski inženir Tivadar Puskás je leta 1876 izumil telefonsko centralo, kar je omogočilo oblikovanje prve telefonske mreže. Leta 1878 je bila v kraju Newhaven vključena prva ročna telefonska centrala na svetu, na kateri je bilo lahko priključenih do 20 lokalnih priključkov.
V ljubljanski višji realki so že leta 1877 kupili prvi aparat in preizkusili to »epohalno iznajdbo«, kot so jo opisovali tedanji časopisi. 1880 pa je Ljubljana dobila prvo telefonsko linijo, ki je bila popolnoma zasebna.
Napeljati jo je dal ljubljanski zvonar Albert Samassa od svoje vile na grajskem hribu ob današnjem predoru, do delavnice, ki jo je imel v Karlovški ulici na Prulah. Linija je bila dolga 140 metrov. Leta 1882 so v Ljubljani napeljali prvo gasilsko-požarno telefonsko linijo od požarnega stolpa na Gradu do prostorov gasilcev po načrtih in v izvedbi urarja Josipa Gebaa. Pozneje so napeljali še telefonsko linijo od vodovoda v Klečah do pisarne na Beethovnovi.
Na območju Jugoslavije so prvo ročno telefonsko centralo vključili 15. marca 1883 v Beogradu, v prostorih geografskega oddelka srbskega vojnega ministrstva, leta 1886 pa so že imeli telefonsko zvezo na relaciji Beograd–Niš.
1892 je bila zgrajena telefonska linija med Dunajem in Trstom, v Ljubljani pa je prvi uradni javni razgovor prek javne telefonske centrale potekal 16. oktobra 1897, dva meseca kasneje pa v Mariboru. 1887 je imel Maribor 68 telefonskih naročnikov, Ljubljana pa 66 telefonskih priključkov. 1900 je bilo v Ljubljani priključkov že 192.

### Kronologija zgodnjega razvoja
- 1844 — Innocenzo Manzetti se je prvi ukvarjal z idejo »govorečega telegrafa« ali telefona. Vzdevka 'govoreči telegraf' (speaking telegraph) in 'zvočni telegraf' (sound telegraph) sta bila kasneje nadomeščena z izrazom 'telefon' (telephone).
- 26. avgust 1854 — Charles Bourseul je objavil članek v časopisu L'Illustration (Pariz): »Transmission électrique de la parole« (prenos govora s pomočjo elektrike), ki je temeljil na principu delovanja telegrafa, delujoč na principu prekinjanja električnega toka s pomočjo tipke, ki je pri sprejemniku povzročala klikajoč glas.[15] Tak tip telefonskega oddajnika je kasneje naredil Johann Reis.
- 26. oktober 1861 — Johann Philipp Reis (1834–1874) je pred Frankfurtskim fizikalnim združenjem javno prikazal delovanje Reisovega telefona – čez odprtino za čep na sodu je Reis napel kos svinjskega mehurja. Ta se je zaradi valovanja ob govorjenju zanihal. Na to opno je prilepil platinasto ploščico, ki je bila zvezana z vzmetjo pod električno napetostjo. Nihanje opne se je prenašalo na vzmet in s tem krmililo električni tok. Za slušalko je uporabil žično tuljavo in pletilko, ki je delovala na resonančno škatlo gosli.[16]
- 22. avgust 1865 — La Feuille d'Aoste je poročal: »Govori se, da angleški tehniki, katerim je g. Manzetti demonstriral svojo metodo prenosa govoreče besede po telegrafski žici, nameravajo uporabiti izum v Angliji na več zasebnih telegrafskih linijah.« Kakorkoli, delovanje telefona ne bo tam prikazano do l. 1876, ko so za prikaz delovanja uporabili Bellove telefone.
- 28. december 1871 — Antonio Meucci  v Ameriškem patentnem uradu vloži patentno obvestilo (patent caveat) No. 3335 z naslovom »Sound Telegraph« (zvočni telegraf), ki opisuje govorno komunikacijo med dvema osebama preko žice. 'Patentno obvestilo' ni bila prijava novega izuma, ampak le obvestilo posameznika, da bo v prihodnosti vložil pravo patentno vlogo.
- 1874 — Meucci, ki je za dve leti obnovil patentno obvestilo, ga ni ponovno obnovil. Zato je patentno obvestilo zapadlo.
- 6. april 1875 — Podeljen je Bellov ameriški patent št. 161.739 »Transmitters and Receivers for Electric Telegraphs« (Oddajniki in sprejemniki za električne telegrafe). Ta opisuje jeklene nihajne jezičke v vklopno-izklopnem (make-break) vezju.
- 11. februar 1876 — Gray izumi tekočinski mikrofon − to je posodica s posebno tekočino, v katero se je pogrezala igla, ki je bila pritrjena na membrano na oddajni strani. Premikanje igle je spreminjalo upornost mikrofonskega oddajnega tokokroga, ki je delovalo na membrano na sprejemni strani.[3].
- 14. februar 1876 — Elisha Gray vloži patentno obvestilo (patent caveat) za prenos človeškega govora preko telegrafskih vodov.
- 14. februar 1876 — Alexander Bell vloži patent »Improvements in Telegraphy« (Izboljšave v telegrafiji) za elektromagnetne telefone, ki uporabljajo amplitudno modulacijo (osciliranje toka in napetosti; Bell je uporabljal izraz »valujoči tok« oz. undulating current).
- 19. februar 1876 — Ameriški patentni urad obvesti Graya o sporni prijavi njegovega obvestila, ker je bil Bellov patent že vložen. Gray se odloči umakniti svoje patentno obvestilo.
- 7. marec 1876 — Podeljen je Bellov ameriški patent 174.465 »Improvement in Telegraphy« (Izboljšave v telegrafiji), ki pokriva »metodo in aparat za telegrafski prenos govornih in drugih glasov … s povzročanjem električnega nihanja, ki je podobne oblike kot so vibracije zraka pri govoru.«
- 10. marec 1876 — Prvi uspešen telefonski prenos jasnega govora z uporabo tekočinskega mikrofona, ko je Bell spregovoril v napravo: »Mr. Watson, come here, I want to see you.« (»Gospod Watson, pridite sem, rad bi vas videl.«).
- 30. januar 1877 — Podeljen je Bellov ameriški patent 186.787 za elektromagnetni telefon, ki uporablja trajne magnete, kovinske membrane in zvonec.
- 27. april 1877 — Edison vloži patent za ogleni oddajnik. Patent 474.230 je bil podeljen 3. maja 1892, 15 let kasneje, zaradi sodne zakasnitve. Edisonu je bil leta 1879 podeljen patent 222.390 za oglena zrnca v mikrofonu.

### Zgodnji aparati za komercialno uporabo
Zgodnji telefoni so se tehnično zelo razlikovali. Nekateri so uporabljali tekočinski oddajnik, nekateri kovinsko membrano, ki je inducirala tok v elektromagnetnem navitju okoli trajnega magneta, nekateri pa so bili »dinamični« - njihova membrana je zavibrirala navoj žice v polju trajnega magneta ali pa je navoj zanihal membrano. Brezbaterijski dinamični tip je v majhnem številu preživel 20. stoletje v vojski in mornarici, kjer je bila pomembna njegova zmožnost ustvariti lastno električno moč. Večina telefonov je uporabljala Edison/Berlinerjev ogleni oddajnik, ki je bil glasnejši od drugih tipov telefonov, čeprav so morali imeti indukcijsko tuljavo. 
Zgodnji telefoni niso imeli zunanjega vira električne energije, uporabljali so bodisi dinamični oddajnik, bodisi so imeli lasten izvir električnega toka, namreč baterijo (obratovanje z lokalno baterijo). Eno izmed opravil osebja je bilo periodično obiskovanje telefonov z namenom preverjanja stanja baterije. V 20. stoletju so prevladali telefoni, ki so se napajali centralno iz telefonske centrale (obratovanje s centralno baterijo).
Zgodnji telefoni so za naročniško linijo uporabljali enojno žico. Zgodnji dinamični telefoni so imeli za zvok odprta le ena vrata, preko katerih je uporabnik izmenično poslušal in govoril v isto odprtino.
Sprva prednosti telefonskih central niso bile izkoriščane. Namesto tega so dali v najem telefone v parih do naročnika, ki je moral sam urediti, da je telegrafsko podjetje med njima zgradilo linijo (na primer med domom in trgovino). Uporabniki, ki so želeli govoriti z več različnimi lokacijami, so si morali priskrbeti več parov telefonov. Podjetje Western Union, ki je že uporabljalo telegrafske centrale, je hitro v mestih New York City in San Francisco razširilo svoj princip tudi na telefone.
Prve signalizacije so se začele zelo primitivno. Uporabnik (ali telefonist) je drugo stran obvestil z žvižganjem v oddajnik. Kmalu so telefone opremili z zvonci v posebni škatli (ringer box), ki so sprva delovali preko ločene žice in kasneje preko iste. Za izumitelja avtomatske telefonije štejemo američana Almona Browna Strowgerja, ki je leta 1889 patentiral koračni izbiralnik - telefoni, ki so bili priključeni na zgodnje Strowgerjeve avtomatske centrale, so imeli sedem žic.
Ne-mestni in nekateri drugi telefoni, ki niso bili priključeni na centralo s centralno baterijo, so imeli za proizvajanje visoke izmenične napetosti signala za zvonjenje zvoncev na drugi strani linije generator s trajnim magnetom ali ročno zagonsko ročico. Nekatere lokalne kmetijske skupnosti, ki niso bile vključene v glavno omrežje, so za prenos signala izkoristile obstoječi žičnati sistem namenjen ograjevanju polj. Prvi zgrajeni telefonski prenosni sistemi so imeli veliko nepremostljivo oviro, slabljenje signala z večanjem razdalje med govorcema od največ 3 do 4 km. Mihajlo Pupin-Idvorski je s svojim izumom posebne tuljave in nihajnega kroga, imenovane Pupinka, to slabost odpravil. Glas je bilo od takrat naprej mogoče prenašati na velike razdalje. 
V 1890-ih letih je bil predstavljen tip manjšega telefona, ki je bil sestavljen iz treh delov. Oddajnik je stal na stojalu - zaradi svoje oblike je bil poznan tudi kot »svečnik«. Kadar se ni uporabljal, je sprejemnik visel na kljuki s stikalom, poznan tudi kot »switchhook«. Prejšnji telefoni so zahtevali od uporabnika upravljanje z ločenim stikalom za priklop govora ali zvonca. S to novo vrsto telefona je bilo manj možnosti, da je uporabnik pustil telefon v stanju »off the hook« (dvignjena pogovorka). Telefoni, ki so bili priključeni na centralo, ki je delovala na princip generatorjev s trajnimi magneti, so imeli zvonec, indukcijsko tuljavo, baterijo in generator s trajnimi magneti v posebni škatli (ringer box). Za telefone, ki so bili priključeni na centralo s centralno baterijo, je bila škatla za zvonec nameščena pod mizo ali na kakem drugem nemotečem mestu, ker le-ti niso potrebovali baterije ali generatorja s trajnimi magneti.
Slabosti enožičnega sistema, kot so presluhi in šumi iz bližnjih AC žic, so že pripeljale do uporabe sukanih paric in štirižične linije za medkrajevne telefone. Uporabniki na začetku 20. stoletja medkrajevnih klicev niso vzpostavljali iz svojih lastnih telefonov, temveč so uporabljali posebne telefonske kabine opremljene z najnovejšo tehnologijo.
Izkazalo se je, da je bila najdalj uporabljana oblika telefona predstavljena v zgodnjem 20. stoletju, vključno z Bellovim Modelom 102. Oddajnik z oglenimi zrnci in elektromagnetni sprejemnik sta bila združena v skupnem plastičnem ročaju, ki se je nahajal (ko se ni uporabljal) na vilicah na ohišju. Združeni transformator, baterija in zvonec so bili v ločenem delu.  
Po 1930-tih je ohišje vključevalo tudi zvonec in indukcijsko tuljavo, s čimer so se izognili ločeni škatli za zvonec (ringer box). Električno energijo so zagotavljale do vsakega naročnika zasebne centralne baterije namesto lokalne baterije, kar je zahtevalo občasne servisne preglede na lokaciji naročnika. Rotacijska številčnica, ki je postala splošno razširjena na veliko območjih, je omogočila izbiranje številk naročnikom samim, toda nekateri sistemi, ki so delovali na princip generatorjev s trajnimi magneti, so delovali do 1960-tih. Po 2. svetovni vojni so telefonska omrežja doživela hiter razcvet. Leta 1963 je American Telephone & Telegraph Company (AT&T) predstavil novo tehnologijo s tonskim izbiranjem na tipke.
- Telefon ADER iz leta 1880
- 1896 Telefon iz Švedske
- Leseni zidni telefon z ročno zagonsko ročico z generatorje s trajnim magnetom
- Telefon svečnik

### Razvoj telefonskih aparatov v Sloveniji
Prvi domači telefonski aparat se je na domačem tržišču pojavil leta 1949, izdelali so ga v tovarni Iskra v Kranju. ITV1 je bil prvi Iskrin induktorski namizni telefon in je bil kopija Siemensovega telefona z oznako OB 33. V Sloveniji so ga množično uporabljali na pošti in na železnici. PTI49 je bil prenosni induktorski poljski telefon narejen predvsem za potrebe vojske in je bil kopija Siemensovega telefona z oznako FF 33.
Prva domača avtomatska namizna telefonska aparata sta bila ATA 1 in ATA2, ki sta bila namenjena za delovanje v hišnih avtomatskih telefonskih centralah. Serijo različnih tipov telefonov ATA so izdelovali do leta 1975. Leta 1976 so avtomatski aparat spremenili v elektronski ETA. Najbolj poznani Iskrin telefon je ETA80, ki je prejel več priznanj, predvsem na račun izvrstnega oblikovanja. Oblikoval ga je znani slovenski oblikovalec Davorin Savnik. Ta telefonski aparat je bil najbolj kopiran aparat na svetu, ker Iskra svojega dizajna ni zadostno zaščitila. Japonsko ministrstvo za industrijo in zunanjo trgovino je leta 1984 telefonu podelilo državno nagrado za kakovostno oblikovanje »g-mark«. Telefon je dobil več vzdevkov, npr. »Fitipaldi«, ker je bil zaradi svoje oblike podoben dirkalnemu avtomobilu, ali tudi palačinka, zaradi svoje sploščene oblike.

## Digitalni telefoni in opravljanje klicev preko interneta (VoIP)
Izum tranzistorja leta 1947 je dramatično spremenil tehnologijo, ki se je uporabljala v telefonskih sistemih in medkrajevnih prenosnih omrežjih. Z razvojem elektronskih komutacijskih sistemov v 1960-tih, se je telefonija postopoma razvila v digitalno telefonijo z izboljšano kapaciteto in kvaliteto ter nižjimi stroški omrežja.
Z razvojem digitalnih podatkovnih komunikacijskih metod, kot so to protokoli za internet, je postalo možno digitalizirati glas in prenašati podatke v realnem času preko računalniških omrežij - to je omogočilo razvoj Internet Protocol (IP) telefonije, poznane tudi kot prenos govora prek protokola IP (VoIP). VoIP se je izkazal za prelomno tehnologijo, ki je hitro nadomestila tradicionalno infrastukturo telefonskega omrežja.
Iz uporabniške perspektive, IP telefonija za prenos klicev preko interneta ali kateregakoli drugega modernega podatkovnega omrežja uporablja širokopasovno internetno povezavo in specializirano uporabniško opremo. Uporabniška oprema je lahko analogni telefonski vmesnik (ATA), ki omogoča priklop analognih telefonskih aparatov v IP omrežje; lahko je IP-telefon – omrežna naprava, ki lahko izmenjuje informacije z drugimi omrežnimi napravami in ima podobno že znano zgradbo telefona (pogovorka, številčnica ali tipkovnica, zvonec).
Poleg tega mnogo razvijalcev programske opreme in telefonskih operaterjev zagotavlja aplikacije za programski IP-telefon (softphone), ki posnemajo telefon z uporabo računalnika s priključenimi mikrofonom in slušalkami ali zvočnikom.
Kljub novim zmožnostim in uporabnosti IP-telefonov imajo lahko nekateri kar nekaj opaznejših slabosti v primerjavi s tradicionalnimi telefoni. Razen če IP-telefoni niso opremljeni z napravo za neprekinjeno napajanje (UPS; Uninterruptible Power Supply) ali s katerim drugim virom zasilnega napajanja, ne delujejo med izpadom elektrike, kot se to lahko zgodi v primerih naravne nesreče. Tradicionalni telefoni priključeni na starejše PSTN omrežje ne poznajo tega problema, ker se napajajo iz centralne baterije telefonske centrale, ki deluje tudi ob dolgotrajnejšem izpadu elektrike. Drugi problem internetno podprtih storitev je pomanjkanje stalnih fizičnih lokacij, kar vpliva na zagotavljanje storitev služb za nujne primere, kot so npr. policija in gasilci, v primeru, ko tako uslugo potrebujemo.

## Posebne oblike telefonov
Za različne namene uporabe telefonskega aparata so bile razvite različne oblike telefonov kot je to telefonska govorilnica, telefon za klic v sili, poljski telefon, vgradni telefon, jamski telefon in drugi.
- Telefonska govorilnica je javnosti dostopni telefonski aparat, ki se ga aktivira ali s kovanci ali s telefonsko kartico z dobroimetjem ali z bančno kartico.[24]
- Telefon za klic v sili je telefon, posebej namenjen klicem na reševalne službe in se običajno nahaja na mestih z visoko nevarnostjo oz. je to mesto kjer se bo najverjetneje potreboval le nujen klic. Klic se običajno vzpostavlja na vnaprej predvideno mesto. Te vrste telefona najdemo kot SOS telefonski stebriček ob avtocesti ali v niši predora.
- Poljski telefon je induktorski telefon, ki se lahko uporablja tam, kjer to narekujejo posebne potrebe (npr. vojska) in ni nobene druge telekomunikacijske infrastrukture ali virov napajanja.

## Ključni patenti
- US 174,465 -- Telegraphy (Bellov prvi patent za telefon) -- Alexander Graham Bell
- US 186,787 -- Electric Telegraphy (sprejemnik s trajnimi magneti) -- Alexander Graham Bell
- US 474,230 -- Speaking Telegraph (grafitni oddajnik) -- Thomas Edison
- US 203,016 -- Speaking Telephone (carbon button transmitter) -- Thomas Edison
- US 222,390 -- Carbon Telephone (oddajnik z oglenimi zrnci) -- Thomas Edison
- US 485,311 -- Telephone (solid back carbon transmitter) -- Anthony C. White (Bellov inženir)
- US 3,449,750 -- Duplex Radio Communication and Signalling Appartus—G. H. Sweigert
- US 3,663,762 -- Cellular Mobile Communication System—Amos Edward Joel (Bell Labs)
- US 3,906,166 -- Radio Telephone System (DynaTAC celularni telefon) -- Martin Cooper et al. (Motorola)